# Херда, Фрэнк Алоизиус
Фрэнк Алоизиус Херда (13 сентября 1947 — 13 октября 2023) – солдат армии США, участник Вьетнамской войны, удостоился высочайшей американской военной награды – медали Почёта.
Херда вступил в ряды армии США по месту своего рождения в г. Кливленд, штат Огайо. Служил рядовым первого класса роты А первого воздушно-десантного батальона 506-го пехотного полка 101-й воздушно-десантной дивизии (аэромобильной). В ходе вражеского наступления 29 июня 1968 года близ Дак То (провинция Контум, республика Вьетнам) Херда накрыл собой ручную гранату, брошенную противником чтобы защитить окружающих. Он выжил, хотя получил тяжёлые ранения. Впоследствии он был повышен в звании до специалиста ранга 4 и награждён медалью Почёта за свои действия.  
В 2007 году Херда опубликовал роман на тему «меча и магии»: The Cup of Death: Chronicles of the Dragons of the Magi. 
Херда умер 13 октября в Кливленед, штат Огайо в возрасте 76 лет. 

## Наградная надпись к медали Почёта
За выдающуюся храбрость и отвагу, проявленные  в бою с риском для жизни при выполнении и перевыполнении долга службы специалист 4-го ранга Херда (в то время рядовой первого класса) отличился в ходе службы гренадером в роте А. Рота А занимала часть оборонительного периметра батальона, когда значительный вражеский отряд предпринял атаку против сил союзников. В то время как отделения врага вели отвлекающий огонь и обстрел с закрытых позиций на западе, отряд сапёров приблизительно в 30 человек вооружённый ручными гранатами и небольшими взрывпакетами атаковал периметр роты А с востока. Сапёры предприняли последнюю яростную атаку, пятеро из них атаковали позицию, которую защищал специалист 4-го ранга Херда и двое его товарищей, один из них был ранен и беспомощно лежал на дне окопа. Специалист 4-го ранга Херда стрелял по агрессорам, пока они не приблизились на 10 футов к его позиции и одна из их гранат попала в окоп. Херда пустил последнюю пулю в метальщика гранат, поразив его в голову и затем не взирая на собственную безопасность немедленно накрыл гранату своим телом. Взрыв нанёс ему мучительные ранения, но его самоотверженный поступок спас двух его товарищей от серьёзных ранений или гибели и позволил оставшемуся защитнику уничтожить оставшихся сапёров. Своей храбростью, проявленной с риском для жизни согласно высочайшим традициям военной службы  специалист 4-го ранга Херда заслужил высокую славу для себя, своей части и армии США.  
Оригинальный текст (англ.)
For conspicuous gallantry and intrepidity in action at the risk of his life above and beyond the call of duty. Sp4c. Herda (then Pfc.) distinguished himself while serving as a grenadier with Company A. Company A was part of a battalion-size night defensive perimeter when a large enemy force initiated an attack on the friendly units. While other enemy elements provided diversionary fire and indirect weapons fire to the west, a sapper force of approximately 30 men armed with hand grenades and small charges attacked Company A's perimeter from the east. As the sappers were making a last, violent assault, 5 of them charged the position defended by Sp4c. Herda and 2 comrades, 1 of whom was wounded and lay helpless in the bottom of the foxhole. Sp4c. Herda fired at the aggressors until they were within 10 feet of his position and 1 of their grenades landed in the foxhole. He fired 1 last round from his grenade launcher, hitting 1 of the enemy soldiers in the head, and then, with no concern for his safety, Sp4c. Herda immediately covered the blast of the grenade with his body. The explosion wounded him grievously, but his selfless action prevented his 2 comrades from being seriously injured or killed and enabled the remaining defender to kill the other sappers. By his gallantry at the risk of his life in the highest traditions of the military service, Sp4c. Herda has reflected great credit on himself, his unit, and the U.S. Army. 